# Єресько Григорій Іванович
Григорій Іванович Єресько (4 серпня 1905, село Огульці, Валківський повіт, Харківська губернія, Російська імперія — 27 листопада 1990, там же, Валківський район, Харківська область, Українська РСР, СРСР) — радянський діяч колгоспного руху, у 1940-х — 1970-х роках голова Великолихівської сільської ради та огульцівського Колгоспу ім. Калініна. Учасник Німецько-радянської війни. Один з ініціаторів відкриття Огульчанського історико-художнього музею імені Т. Г. Шевченка.

## Життєпис
Григорій Єресько народився 4 серпня 1905 року в селі Огульці Валківського повіту Харківської губернії, за національністю українець. Початкову освіту здобув у сільській школі, а потім закінчив сільськогосподарську школу в Харкові. Був одним з найбільш активних учасників створення перших колективних господарств в Огульцях. Брав участь у боях Німецько-радянської війни у званні старшого сержанта, був командиром відділення 150-го інженерно-саперного ордена Червоної Зірки батальйону. Був відзначений орденами Червоної Зірки і Вітчизняної війни 1-го ступеня і медаллю «За відвагу».
Після війни повернувся в рідне село, де з 1946 по 1959 рік очолював Колгосп імені Калініна. У 1947 році був прийнятий до ВКП(б). У 1950-х тричі — в 1954, 1955 і 1956 роках — Єресько брав участь у Всесоюзній сільськогосподарській виставці в Москва. За успішне керівництво колгоспом Єресько був двічі ушанований орденом Леніна — у 1948 і 1956 роках.
Протягом трьох років, з 1959 по 1961 рік, він головував у Великолиховскій сільській раді Харківської області. Потім до 1972 року знову очолював огульцівський Колгосп імені Калініна. Всього був головою колгоспу протягом 26 років. Починаючи з 1960-х років, сприяв забудові колгоспниками південно-східної частини села Огульці — Махновки, завдяки чому кількість будинків там зросла з 8 до 77.
Брав участь у художній самодіяльності, грав у струнному квартеті при місцевому Будинку культури. Репертуар квартету включав мелодії українських народних пісень. Був одним з ініціаторів відкриття Огульчанського історико-художнього музею імені Т. Г. Шевченка, входив до складу Комітету з організації музею. Ще за життя в музеї був виставлений його портрет і нагороди.
Директор музею Олександр Кириченко писав, що Григорій Єресько вкладав «у складну і відповідальну роботу великий життєвий досвід, народну мудрість». Краєзнавець Іван Лисенко характеризував його як людину, яка «відрізнялася ортодоксальністю і сліпою вірою в комуністичне майбутнє». Помер 27 листопада 1990 року в рідному селі.

## Нагорода
- орден Леніна (1948), (1956)[2]
- орден Червоної Зірки (15.05.1945)[3] або (1948)[2]
- орден Вітчизняної війни 1-го ступеня (1985)[2]
- медаль «За відвагу» (05.11.1944)[3]